# Piotr Skwieciński
Piotr Skwieciński (ur. 1 maja 1963 w Warszawie) – polski dziennikarz, publicysta, działacz opozycyjny, dyplomata, ambasador RP w Armenii (2023–2024).

## Życiorys
Piotr Skwieciński uczęszczał do XLI Liceum Ogólnokształcącego im. Joachima Lelewela w Warszawie. Od 1982 studiował historię na Wydziale Historycznym Uniwersytetu Warszawskiego, pracę magisterską Stronnictwo Ludowe wobec obozu rządzącego w latach 1936–1938, napisaną pod kierunkiem Andrzeja Garlickiego, obronił w 1989.
W latach 80. czynny w ówczesnym podziemiu solidarnościowym (m.in. Oficyna Wydawnicza „Pokolenie”, pisma „KOS” i „Tu i Teraz”, członek Niezależnego Zrzeszenia Studentów), w latach 90. – w Lidze Republikańskiej. 16 grudnia 1982 został aresztowany i osadzony w Areszcie Śledczym w Warszawie-Białołęce. Zwolniony po kilku tygodniach. Był pracownikiem Obywatelskiego Klubu Parlamentarnego (1989–1990) oraz współzałożycielem Kongresu Liberalno-Demokratycznego w Warszawie.
W latach 1990–1994 był dziennikarzem „Życia Warszawy” (członek tamtejszej „Solidarności”), w latach 1994–1996 wiceszefem programu informacyjnego Wiadomości TVP1, w latach 1996–1998 pracował w gazecie „Życie”. W latach 1998–2003 kierował redakcją krajową Polskiej Agencji Prasowej. W latach 2003–2006 był kierownikiem publicystyki politycznej w telewizji TV Puls, współpracował z „Gazetą Polską”, „Rzeczpospolitą” i „Dziennikiem” oraz „Nowym Państwem”.
W latach 2006–2009 prezes Polskiej Agencji Prasowej. W latach 2009–2010 był doradcą prezesa Narodowego Banku Polskiego Sławomira Skrzypka. 15 stycznia 2009 złożył dymisję z funkcji prezesa zarządu PAP SA. Następnie współpracownik „Rzeczpospolitej”. Od marca do końca grudnia 2011 moskiewski korespondent tej gazety (1 stycznia 2012 „Rzeczpospolita” zlikwidowała placówkę w Moskwie w ramach oszczędności). Od stycznia 2012 do lutego 2013 publicysta „Rzeczypospolitej” i tygodnika „Uważam Rze”. Od lutego 2013 do lutego 2019 publicysta tygodnika „W Sieci”. Od marca 2025 felietonista „Tygodnik Solidarność”. 
W 2020 Ministerstwo Kultury i Dziedzictwa Narodowego powołało go do Rady Centrum Polsko-Rosyjskiego Dialogu i Porozumienia. 1 marca 2019 został dyrektorem Instytutu Polskiego w Moskwie. W kwietniu 2022 został wydalony z Rosji wraz z grupą 45 polskich dyplomatów w ramach retorsji po inwazji Rosji na Ukrainę. 22 sierpnia 2022 objął stanowisko zastępcy dyrektora Departamentu Dyplomacji Publicznej i Kulturalnej Ministerstwa Spraw Zagranicznych, odpowiadającym za dialog z diasporą żydowską.
18 kwietnia 2023 otrzymał nominację na ambasadora RP w Armenii. Misję rozpoczął 28 czerwca 2023, składając listy uwierzytelniające na ręce prezydenta Wahagna Chaczaturiana i zakończył w 2024.
Syn Mirosława i Wery.

## Odznaczenia
- 2000: Odznaka „Zasłużony Działacz Kultury”[1]
- 2010: Krzyż Kawalerski Orderu Odrodzenia Polski „za wybitne zasługi w działalności na rzecz przemian demokratycznych w Polsce, za osiągnięcia w podejmowanej z pożytkiem dla kraju pracy zawodowej i społecznej”[18]
- 2022: Medal Stulecia Odzyskanej Niepodległości[19]

## Publikacje
- Romaszewscy. Autobiografia, Wydawnictwo Trzecia Strona, Warszawa 2014, ISBN 978-83-645-2604-6[20]
- Kompleks Rosji, „Teologia Polityczna”, Warszawa 2017, ISBN 978-83-628-8433-9[21]
- Koniec ruskiego miru? O ideowych źródłach rosyjskiej agresji, „Teologia Polityczna”, Warszawa 2022, ISBN 978-83-67065-27-6[22]